# 고슴도치풀
고슴도치풀(Triumfetta japonica)은 한반도 중부 이남, 일본, 필리핀 등에 분포하는 한해살이풀로 60-130cm까지 자란다. 몸에 털이 많이 나 있고, 어긋나게 달리는 잎은 달걀 모양이며, 희미하게 세 갈래로 갈라지기도 한다. 잎 가장자리에는 톱니가 있다. 8-9월에 노란색 꽃이 잎겨드랑이에서 무리지어 핀다. 둥근 열매가 갈고리 같은 긴 가시로 덮여 있어 고슴도치풀이란 이름이 붙었다.